# ربیعه قدیر
ربیعه قدیر (زاده ۱۹۴۸) فعال حقوق بشر اویغوری است که در جهت حقوق اقلیت اویغور در کشور جمهوری خلق چین به ویژه در منطقه خودمختار سینکیانگ فعالیت می‌کند.
بعداز متارکه و طلاق از شوهر اول خود در سن ۲۷ سالگی با شش بچه مستقلاً تجارت خود را در کسب وکار پارچه و نساجی توسعه داد و چندی بعد دو باب مغازه را در شهر ارومچی تصاحب نمود و معرف به زن میلیونر گردید. در سال ۱۹۷۸ با مجاهد سابق اویغوری بنام سیدیک روزی (صدیق) و صاحب سه بچه از او شد و دو بچه دیگر را هم به فرزندی گرفت.

## سیاست
او در سال ۱۹۹۲ رئیس اتاق بازرگانی شین جیانگ و عضو کنگره ملی خلق گردید. و اندکی بعد حامی حقوق زنان شد در سال ۱۹۹۵ به عنوان عضو فعال نمایندگان دولت چین کنفرانس جهانی زن در سازمان ملل متحد سخنرانی وشرکت نمود.
در سال ۱۹۹۷ در یک سخنرانی کنگره خلق چین خانم قدیر از سیاست دولت چین دراستان سین کیانگ بشدت انتقاد نمود؛ بنابراین، مدت کوتاهی بعد از آن، از نمایندگی کنگره خلق اخراج و از تمامی مناصب دولتی محروم شد. همچنین در سال ۱۹۹۷ «جنبش هزار مادر» را برای ارتقاء حقوق زنان وبهبود وضعیت اقتصادی زنان محلی تأسیس نمود.

## زندان
در اوت ۱۹۹۹ دولت چین او را که می‌خواست بانماینده و بازرس کنگره آمریکا دیدار کند دستگیر نمود و به دلیل محکوم نکردن اظهارات شوهر تبعیدی خود وشهادت بر کشتار مردم درشهر قولجا (گولجا) در سال ۱۹۹۷ به اتهام افشای اطلاعات محرمانه به ۸ سال زندان محکوم نمود. (این اطلاعات همچنین مواردی از قبیل ارسال تکه روزنامه هابه شوهر تبعیدی و فعالیت شوهرش درآمریکا بود) باوجود تخفیف یک سال زندان بخاطر رفتار خوب باید۲۰۰۴ آزاد می‌شد سرانجام بخاطر افزایش فشارهای بین‌المللی در مارس سال ۲۰۰۵ خانم قدیر آزاد شد.

## تبعید
سپس با رفتن به خارج از چین به شوهر تبعیدی خود پیوست و در حال حاضر در واشینگتن - آمریکا ساکن است. با وجود این خود را فرزند واقعی اویغور می‌داند و هیچ شهروندی غیراز اویغوری (به جز امریکا) قبول نمی‌کند و حتی درراه آزادی مردم اویغور حاضر به مرگ است. در حال حاضر ۵ فرزند ایشان درچین تحت تعقیب و بازداشت است.

## افتخارات
ربیعه قدیر در سال ۲۰۰۴ به خاطر فعالیت در زمینهٔ حقوق بشر جایزه بنیاد حقوق بشر رافتو نروژ - Thorolf Rafto Memorial Prizeرا دریافت نمود. درنوامبر ۲۰۰۶ کنگره جهانی اویغور (نهاد بین‌المللی مدافع حقوق اقلیت‌های اویغور) در مونیخ، خانم قدیر به عنوان رئیس کنگره انتخاب شد.
درسال۲۰۰۷ کتابی به زبان آلمانی توسط الکساندرا کاولیس تحت عنوان ایده‌آلیست بزرگ Himmelsstürmerin دربارهٔ او نوشته شد.
دولت چین سرکوب مردم اویغوررا با عنوان «مبارزه علیه تجزیه طلبی، تروریسم و تعصبات مذهبی» توجیه می‌نماید. اخیراً دولت چین قیام مردم اویغوردرسال ۲۰۰۹ را به کنگره اویغور و رهبری خانم قدیر منسوب دانست؛ ولی رابعه قدیر گفت که تاکنون در اظهارات خویش هرگز اشاره‌ای به شورش نافرمانی‌ها ننموده‌است مبارزات خود را بدون خشونت وصلح طلبانه ادامه می‌دهد و همیشه ارتباط خود را با گروه‌های تندرو اسلامی وتجزیه طلبان نفی می‌نماید.